# Heteroconis pulchra
Heteroconis pulchra is een insect uit de familie van de dwerggaasvliegen (Coniopterygidae), die tot de orde netvleugeligen (Neuroptera) behoort. 
De wetenschappelijke naam Heteroconis pulchra is voor het eerst geldig gepubliceerd door Meinander in 1972.